# Phacelia eisenii
Phacelia eisenii är en strävbladig växtart som beskrevs av T. S. Brandeg. Phacelia eisenii ingår i Faceliasläktet som ingår i familjen strävbladiga växter. Inga underarter finns listade i Catalogue of Life.